# Raoul Gunsbourg
Raoul Samuel Gunsbourg (n. 6 ianuarie 1860, București, Principatele Unite ale Moldovei și Țării Românești – d. 31 mai 1955, Monte Carlo) a fost un scriitor, compozitor, impresar și director de operă evreu – român.
A fost un autodidact în domeniul muzicii, literaturii și limbilor străine.
În 1875 a absolvit Școala de medicină din București, pentru ca în anii 1877/78 să participe la Războiul Ruso-Turc ca sanitar în armata Imperiului Rus.
În 1881 a înființat o trupă de operă franceză la Moscova, cu care a dat spectacole și la Sankt Petersburg. La Moscova fiind, l-a cunoscut pe compozitorul german Richard Wagner.
Din 1883 l-a îngrijit pe țarul Alexandru al III-lea al Rusiei, pentru care a făcut și oficiul de curier la Paris.
În 1888-1889 a fost director al Grand Théâtre din Lille, în 1889-1891 director al Operei din Nisa.
În 1892, la recomandarea țarului Alexandru al III-lea al Rusiei, Gunsbourg a fost invitat de prințesa Alice, soția lui Albert I, Prinț de Monaco, să devină director al Operei din Monte Carlo. Cu sprijinul acesteia, a ridicat Opera din Monte Carlo la un înalt nivel atistic. Aici a montat pentru prima dată opera „Damnațiunea lui Faust” de Hector Berlioz, a cărei premieră a avut loc la 18 februarie 1893.
În 1898, Raoul Gunsbourg a cumpărat castelul din Cormatin, care a devenit un loc de etapă estivală a lumii spectacolelor și ale politicii. Aici a organizat Concours musical de Cormatin (Concursul muzical din Cormatin), prezidat de Jules Massenet. În timpul concursului se organiza și câte un spectacol de operă sau operetă în fața castelului. În timp, pe la Cormatin au trecut interpreți prestigioși, precum Enrico Caruso, Feodor Șaliapin, Félicia Litvine, Francesco Tamagno etc.. A cunoscut două interprete ale artei lirice de faimă mondială, originare din România: Hariclea Darclée și Elena Teodorini.
Activitatea sa de director al Operei din Monte Carlo a fost întreruptă pentru o vreme în timpul celui de-al Doilea Război Mondial. Ajutat de membri ai Rezistenței franceze, Gunsbourg a reușit să treacă în Elveția, scăpând de arestarea de către naziștii germani, care ocupaseră Monaco în 1943 și începuseră deportarea populației evreiești. După război, Gunsbourg s-a întors la Monte Carlo, unde a continuat să fie director al operei până în 1951.
Raoul Gunsbourg a decedat la 31 mai 1955 și a fost înmormântat în Cimitirul Père-Lachaise din Paris, în parcela 96.

## Opera

### Compoziții
- Le Vieil Aigle, drame lyrique (Raoul Gunsbourg după Maxim Gorki), „Bătrânul vultur” dramă lirică în 1 act, premiera la 13 februarie 1909, la Monte Carlo.
- Ivan le Terrible, drame lyrique (Raoul Gunsbourg după Lev Tolstoi), „Ivan cel Groaznic”, dramă lirică în 3 acte, premiera la 20 octombrie 1910, la Théâtre de la Monnaie din Bruxelles.
- Venise (Raoul Gunsbourg), „Veneția”, operă în 3 acte, premiera la 8 martie 1913 la Monte Carlo.
- Maître Manole (Raoul Gunsbourg), „Meșterul Manole, operă în 3 acte, premiera la 17 martie 1918 la Monte Carlo.
- Les Neuf images de Satan, drame musical (Raoul Gunsbourg), „Cele nouă chipuri ale lui Satan”, dramă muzicală în 9 scene, premiera la 20 martie 1920 la Monte Carlo.
- Lysistrata, comédie musicale (Raoul Gunsbourg după Aristofan), comedie muzicală în 3 acte, premiera la 20 februarie 1923 la Monte Carlo.
- Les Dames galantes de Brantôme (Raoul Gunsbourg după Les Vies des dames galantes, de Pierre de Bourdeille), Doamnele galante din Brantôme operă în 5 scene (în colaborare cu M. Thiriet și H. Tomasi), premiera la 12 februarie 1946, la Monte Carlo.

### Scrieri
- Raoul Gunsbourg, Cent ans de souvenirs… ou presque („O sută de ani de amintiri… sau aproape” - memorii),  228 pagini, Éditions du Rocher, Monaco, 1959.